# Lustre Zenith
Le lustre Zenith est un objet du design industriel et fait partie de la collection Darkside que Philippe Starck a développé pour Baccarat.
La maison Baccarat existe depuis 1764. En 2003, Baccarat fait appel à Philippe Starck pour l'aménagement de la nouvelle maison mère. C'est pour cette occasion qu'il va créer le lustre Zenith. Ce lustre était une pièce unique créée pour le musée de la maison Baccarat mais, devant l'ampleur du succès qu'a remporté ce lustre, Starck le reproduisit. C’est ainsi qu'en 2005, il crée la collection Darkside, dont la pièce maîtresse est le lustre Zenith. 
La collection est en grande majorité en cristal noir, ce qui renoue avec la tradition d'utilisation de ce cristal qu'avait Baccarat. Le cristal noir qui entre dans la fabrication du lustre Zenith peut aussi être appelé onyx. La couleur noire de l'onyx est une couleur qui est extrêmement difficile à obtenir, car c'est un mélange de cinq substances : l'oxyde de cobalt, de cuivre, de chrome, de fer et de dioxyde de manganèse. Ce lustre suspendu a un diamètre de 105 cm et une hauteur de 110 cm. Son poids total est de plus de 55 kg. Il possède vingt-quatre fausses chandelles et vingt-quatre ampoules allant sur les embouts. 
La collection Darkside comprend d'autres objets faits de cristal soit noir, soit transparent orné d’une pierre précieuse. La collection comprend aussi un vase, un bougeoir et une applique qui est une version plus petite du lustre Zenith avec seulement deux lumières. Le bougeoir, le Our Fire, est aussi l'une des pièces les plus connues de l'ensemble. La plupart des objets de cette collection ont été fabriqués en édition limitée.